# Arno Lade

Arno Lade (ganz links) im Jahr 1910

Arno Lade (* 1. Februar 1892 auf Gut Masten bei Döbeln; † 19. Januar 1944 in Dresden) war ein Dresdner Arbeiterfunktionär und Widerstandskämpfer.

## Leben
Lade wurde 1892 als ältestes von sechs Kindern des Dienstknechts und Kutschers Friedrich Hermann Lade und der Magd Lina Wittberta auf dem Mastener Großgut bei Döbeln geboren. Kurz nach seiner Geburt siedelte die Familie auf das Stadtgut Greußnig um, wo die Eltern Arbeit fanden. Die Kinder mussten die Eltern bereits früh bei der Arbeit in der Landwirtschaft unterstützen. Lade besuchte die Dorfschule in Ebersbach.
Im Jahr 1906 begann Lade in Döbeln eine Lehre als Schmied. Ebenfalls 1906 trat er dem Arbeiterturnverein „Fichte“ in Döbeln bei. Nach Ende seiner Lehrzeit wurde Lade Schmied in der Maschinenfabrik von Franz Ludwig Richter in Döbeln, wo er zudem als Gewerkschaftsmitglied tätig war. Er lernte in dieser Zeit die Dienstmagd Anna Schäfer kennen, die er heiratete.
Lade wurde im Zuge der Wirtschaftskrise entlassen und arbeitete die folgenden zwei Jahre in verschiedenen Betrieben, war er doch als energischer Gewerkschafter bekannt. Er zog 1911 nach Dresden. Im Jahr 1913 wurde er zum Militärdienst einberufen und kam zum Artillerieregiment in Dresden. Er wurde bereits nach kurzer Zeit wegen einer Verletzung aus dem aktiven Militärdienst entlassen, blieb jedoch bis zum Ende seiner Dienstzeit während des Ersten Weltkriegs im Artilleriedienst tätig. Er war dabei in den Werkstätten des Dresdner Artillerie-Arsenals angestellt. Aktiv engagierte er sich in dieser Zeit in der SPD, deren Mitglied er bereits vor dem Ersten Weltkrieg 1914 geworden war, und trat 1917 der USPD bei.
Nach Ende des Ersten Weltkriegs begann Lade seine Arbeit beim Straßenbahnhof Trachenberge in Dresden. Er wohnte zu der Zeit in der Äußeren Neustadt in einem Hinterhaus auf der Förstereistraße 36, das erhalten ist. Im Jahr 1919 wurde er Mitglied der KPD. In Dresden wurde er zunächst in den Betriebsrat seiner Arbeitsstätte gewählt und vertrat schließlich ab Januar 1920 mit seinem Kollegen Paul Gruner im Gesamtbetriebsrat die Interessen der Belegschaften aller städtischen Betriebe. Er wurde Zeuge der Übergriffe auf protestierende Straßenbahner, bei denen am 15. März 1920 mehr als 50 Demonstrationsteilnehmer getötet wurden.
Als Referent der KPD war Lade unter anderem in Geringswalde und Nossen tätig, zu seinen Mitstreitern zählte neben Paul Gruner auch Ernst Götze. Ende 1923 wurde Lade Kandidat für die Stadtverordnetenversammlung in Dresden und im Sommer 1924 schließlich Stadtverordneter; er blieb in dieser Funktion bis 1933 aktiv. Bei den Verkehrsbetrieben Dresden gründete Lade die „Revolutionäre Gewerkschafts-Opposition“ (RGO), die die Publikation „Der rote Straßenbahner“ herausgab. In der Folge sah sich Lade gemeinsam mit Gruner und Götze zunehmend Anfeindungen ausgesetzt, die sich im Zuge der sich verschärfenden Weltwirtschaftskrise um 1930 verstärkten. Infolge drastischer Lohnkürzungen für Straßenbahner im Zuge der Notverordnung vom 5. Juni 1931 hielten Lade, Gruner und Götze im Sommer 1931 eine Versammlung der Revolutionären Gewerkschafts-Opposition ab, während der sie zum Streik aufriefen. Dafür wurden sie beim Arbeitsgericht angezeigt, da eine Aufforderung zum Streik eine Aufforderung zum Vertragsbruch darstelle, und kurz darauf fristlos entlassen. Die Entlassung wurde Anfang 1932 bestätigt.

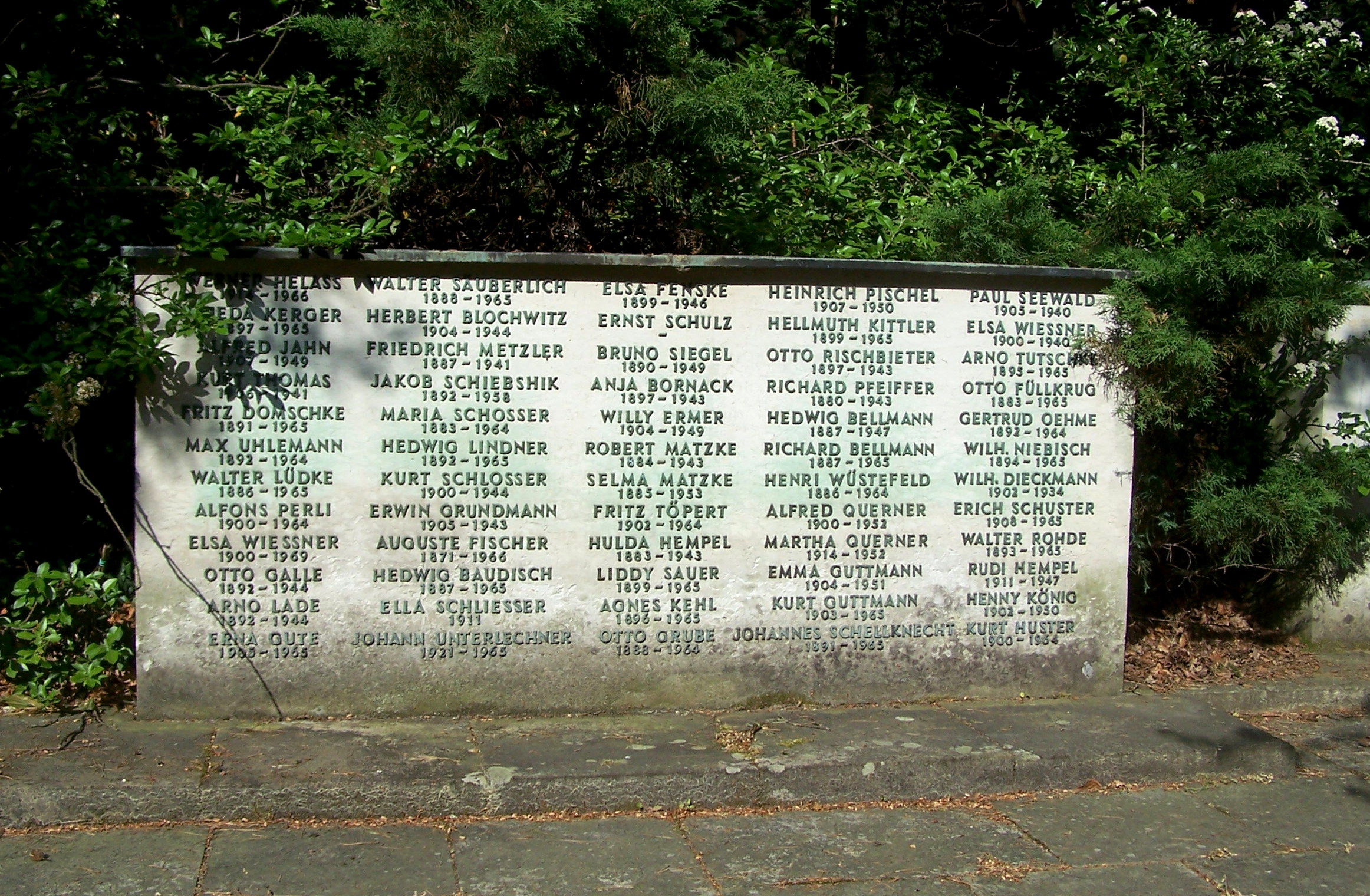
Urnengrab Arno Lades auf dem Heidefriedhof

Lade arbeitete weiter im Ortskomitee der RGO in der Steinstraße mit. Er nahm an Protesten der Erwerbslosen am 25. Januar 1933 teil, die in eine Versammlung im Keglerheim mündete und mit einem Polizei-Überfall und zahlreichen Toten endete („Keglerheim-Überfall“). Am 3. März 1933 wurde Lade gemeinsam mit Paul Gruner verhaftet, im Dresdner Polizeipräsidium verhört und misshandelt und schließlich in das Konzentrationslager Hohnstein gebracht. Nach 13 Wochen Haft wurde er entlassen, doch hatte sich sein Gesundheitszustand sehr verschlechtert. In Dresden lebte er unter polizeilicher Kontrolle. Erst 1938 erhielt er eine neue Arbeit und wurde Schlosser und Anreißer im Dampfkesselwerk Dresden-Übigau. Er begann auch hier, agitatorisch tätig zu werden und setzte sich mit anderen Arbeitern für Zwangsarbeiter ein. Er knüpfte erneut den Kontakt zu Paul Gruner und wurde von Otto Galle zum Verbindungsmann der Schlosser-Blochwitz-Gruppe im Dampfkesselwerk Dresden-Übigau eingesetzt.
Lades Gesundheitszustand hatte sich auch in Freiheit weiter verschlechtert und so wurde er im November 1943 in das Löbtauer Krankenhaus eingeliefert. Im Dezember wurde die Schlosser-Blochwitz-Gruppe verraten und ihre Mitglieder, darunter auch Otto Galle verhaftet. Am 18. Januar 1944 wurde Lade im Krankenhaus verhaftet und in der Nacht des 19. Januar 1944 im Polizeipräsidium Dresden ermordet. Lades hatten zuletzt auf der Wurzener Straße 12 gewohnt; das Haus wurde 1945 zerstört. Sein Urnengrab befindet sich im Ehrenhain des Heidefriedhofs.

## Gedenken
Die 26. Polytechnische Oberschule in Pieschen erhielt 1969 den Ehrennamen „Arno Lade“, nach der Wende wurde aus der POS die 26. Grundschule „Am Markusplatz“. In Dresden wurde die Yorkstraße in Pieschen im Jahr 1946 in Arno-Lade-Straße umbenannt. Am Hochhaus am Albertplatz erinnerte zu DDR-Zeiten eine Gedenkplakette an die Antifaschisten bei der Dresdner Straßenbahn. Die Inschrift der Tafel lautete: „In ihrem Geiste weiterkämpfen – Paul Gruner, Arno Lade, Paul Schwarze, Gustav Richter, Karl Stein, Arthur Knöfel“. Ebenfalls nach der Wende entfernt wurde eine Gedenktafel für Arno Lade am Gebäude des Dampfkesselbaus Übigau auf der Rethelstraße 47/51.
Lades Lebenslauf ist Teil der biografischen Sammlung der 1947 gegründeten und 1953 in der DDR aufgelösten Vereinigung der Verfolgten des Naziregimes, die im Bundesarchiv verwahrt ist.